# Francesco Chiesa
Francesco Chiesa (Chiasso, 25 september 1931) is een Zwitsers voetballer die speelde als aanvaller.

## Carrière
Chiesa speelde gedurende heel zijn carrière voor FC Chiasso. In 1952 maakte hij zijn debuut voor Zwitserland, hij speelde in totaal negen interlands.